# Departamento de Ucayali
Ucayali es un departamento de la República del Perú con capital en la ciudad de Pucallpa, ubicado en la zona centro oriental del país, en la región amazónica.
Limita por el norte con Loreto, por el este con el Brasil, por el sur con Madre de Dios y Cusco, por el suroeste con Junín y por el oeste con Pasco y Huánuco.
Con 102 199.28 km² es el segundo departamento más extenso —por detrás de Loreto— y, con 4,2 habs./km², es el tercero menos densamente poblado, por delante de Loreto y Madre de Dios. Fue creado el 18 de junio de 1980 y es el departamento más reciente del país.
Dentro de su territorio discurren sinuosamente extensos ríos drenados desde la cordillera de los Andes que provocan inundaciones estacionales. En esta región, se unen los ríos Vilcanota y el Tambo, y nace el curso principal del río Ucayali.
Está conformado por las provincias de Coronel Portillo, Atalaya, Padre Abad y Purús. 
Ucayali tenía una población, según el INEI, de 621 084 habitantes en 2023, los cuales pertenecen a diversas etnias indígenas de los grupos pano, como el shipibo, y arahuaco.

## Etimología
El nombre del departamento de Ucayali deriva del río Ucayali, su principal corriente de agua. La palabra "Ucayali" es de origen quechua, y se cree que significa "tierra del río alto", además, en el idioma Idioma shipibo significa "Ocaya-paro".
El departamento de Ucayali fue creado en 1980, y su nombre fue elegido para reconocer la importancia del río en la economía, la cultura y la identidad de la región. El río Ucayali es el principal afluente de la cuenca alta del río Amazonas, y atraviesa gran parte del departamento de sur a norte. 

## Historia
Fue parte de la Intendencia de Trujillo, que llegó a tener nueve partidos que fueron Trujillo, Lambayeque, Piura, Cajamarca, Huamachuco, Chota, Moyobamba, Chachapoyas, Jaén y Maynas. Este último partido anteriormente conformaba los departamentos de lo que hoy se conoce como departamento de San Martín, Ucayali y Loreto, siendo la Intendencia de Trujillo la más grande del virreinato del Perú. Es decir, casi todo el norte del Perú actual, Su primer intendente fue Fernando Saavedra, de 1784 a 1791. Después de este, le seguirían Vicente Gil de Taboada (1791-1805 y 1810-1820), Felice del Risco y Torres (provisional, 1805-1810) y el marqués de Torre Tagle (1820), quien dirigió la independencia de la Intendencia.
Fue parte del Gobierno de la Comandancia General de Maynas, que fue una división territorial del Imperio español en el virreinato del Perú, creada mediante una real cédula del 15 de julio de 1802.
Abarcaba los actuales departamentos peruanos de Amazonas, San Martín, La Libertad y Loreto.
En 1822 el Gobierno de Colombia envió al Perú a Joaquín Mosquera a solicitar la restitución de Maynas. El 25 de julio de 1824 el Congreso de la Gran Colombia dictó una ley de división territorial pretendiendo incluir en la Provincia de Pichincha del Departamento de Quito al Cantón de Quijos, según los límites que tenía al tiempo de creación del Virreinato de Nueva Granada. Pretendía incorporar también al Departamento del Azuay la provincia de Jaén de Bracamoros y Maynas. La negativa peruana a ceder los territorios desencadenó una guerra entre ambos países: La Guerra grancolombo-peruana.
A partir de la ley del 21 de noviembre de 1832 Maynas fue integrada al territorio del nuevo departamento peruano de Amazonas, del cual se separó en 1853, cuando se crea un gobierno político en Loreto.
Anteriormente el territorio del actual departamento de Ucayali era parte del departamento de Loreto con el nombre de la provincia de Coronel Portillo. Se escindió y fue creado por decisión del pueblo ucayalino y los Pucallpazos, en contra de las autoridades del departamento de Loreto y del frente patriótico de Loreto, el 18 de junio de 1980. Su capital es la ciudad de Pucallpa. Actualmente comprende cuatro provincias. Así también que en la actualidad tiene muy buenas relaciones con las regiones de Huánuco, Ancash y departamentos que fueron parte de la Intendencia de Trujillo como San Martín, Loreto y La Libertad
Durante la Colonia, el territorio del Ucayali permaneció mayormente desconocido a las autoridades virreinales.  Fue parte de iure de la Comandancia General de Maynas que fue una división territorial del Imperio español en el Virreinato del Perú, creada mediante una real cédula del 15 de julio de 1802.
En 1822 el Gobierno de Colombia envió al Perú a Joaquín Mosquera a solicitar la restitución de Maynas. El 25 de julio de 1824 el Congreso de la Gran Colombia dictó una ley de división territorial pretendiendo incluir en la Provincia de Pichincha del Departamento de Quito al Cantón de Quijos, según los límites que tenía al tiempo de creación del Virreinato de Nueva Granada. Pretendía incorporar también al Departamento del Azuay la provincia de Jaén de Bracamoros y Maynas. La negativa peruana a ceder los territorios desencadenó una guerra entre ambos países: La Guerra grancolombo-peruana.
A partir de la ley del 21 de noviembre de 1832 Maynas fue integrada al territorio del nuevo departamento peruano de Amazonas, del cual se separó en 1853, cuando se crea un gobierno político en Loreto.
Anteriormente el territorio del actual departamento de Ucayali era parte del departamento de Loreto con el nombre de la provincia de Coronel Portillo. Se escindió y fue creado por decisión del pueblo ucayalino y los Pucallpazos, en contra de las autoridades del departamento de Loreto y del frente patriótico de Loreto, el 18 de junio de 1980. Su capital es la ciudad de Pucallpa. Actualmente comprende cuatro provincias. Así también que en la actualidad tiene muy buenas relaciones con las regiones de Huánuco, Áncash y departamentos que fueron parte de la Intendencia de Trujillo como San Martín, Loreto y La Libertad

## Símbolos
El creador del escudo y bandera fue Víctor Hugo Ullauri Runsiman y el autor del himno Neder Bernardino Vissag Villanueva quienes resultaron ganadores del concurso "Creación del himno, Escudo y Bandera Regional".
El himno, fue entonado por primera vez por el Coro Polifónico Mixto de Ucayali, en el Teatro Municipal.

## División administrativa
El Departamento de Ucayali, fue creado mediante Ley n.º 23099 del 18 de junio de 1980, sobre las bases de las provincias de Ucayali y Coronel Portillo; y por Ley n.º 23416 del 1 de junio de 1982 quedó conformado definitivamente con cuatro provincias:
| Provincias del departamento de Ucayali | Provincias del departamento de Ucayali | Provincias del departamento de Ucayali | Provincias del departamento de Ucayali | Provincias del departamento de Ucayali | Provincias del departamento de Ucayali | Provincias del departamento de Ucayali |
| Ubigeo                                 | Provincia                              | Capital                                | Distritos                              | Superficie km²                         | Población 2016                         | Altitud m s. n. m.                     |
| -------------------------------------- | -------------------------------------- | -------------------------------------- | -------------------------------------- | -------------------------------------- | -------------------------------------- | -------------------------------------- |
| 2501                                   | Coronel Portillo                       | Pucallpa                               | 7                                      | 36 236,75                              | 382 057                                | 157                                    |
| 2502                                   | Atalaya                                | Atalaya                                | 4                                      | 38 924,29                              | 53 890                                 | 228                                    |
| 2503                                   | Padre Abad                             | Aguaytía                               | 7                                      | 8 592,48                               | 60 055                                 | 300                                    |
| 2504                                   | Purús                                  | Puerto Esperanza                       | 1                                      | 17 847,76                              | 4 541                                  | 231                                    |

El departamento tiene una superficie total de 102 199.28 km² y una población de 500 543 habitantes

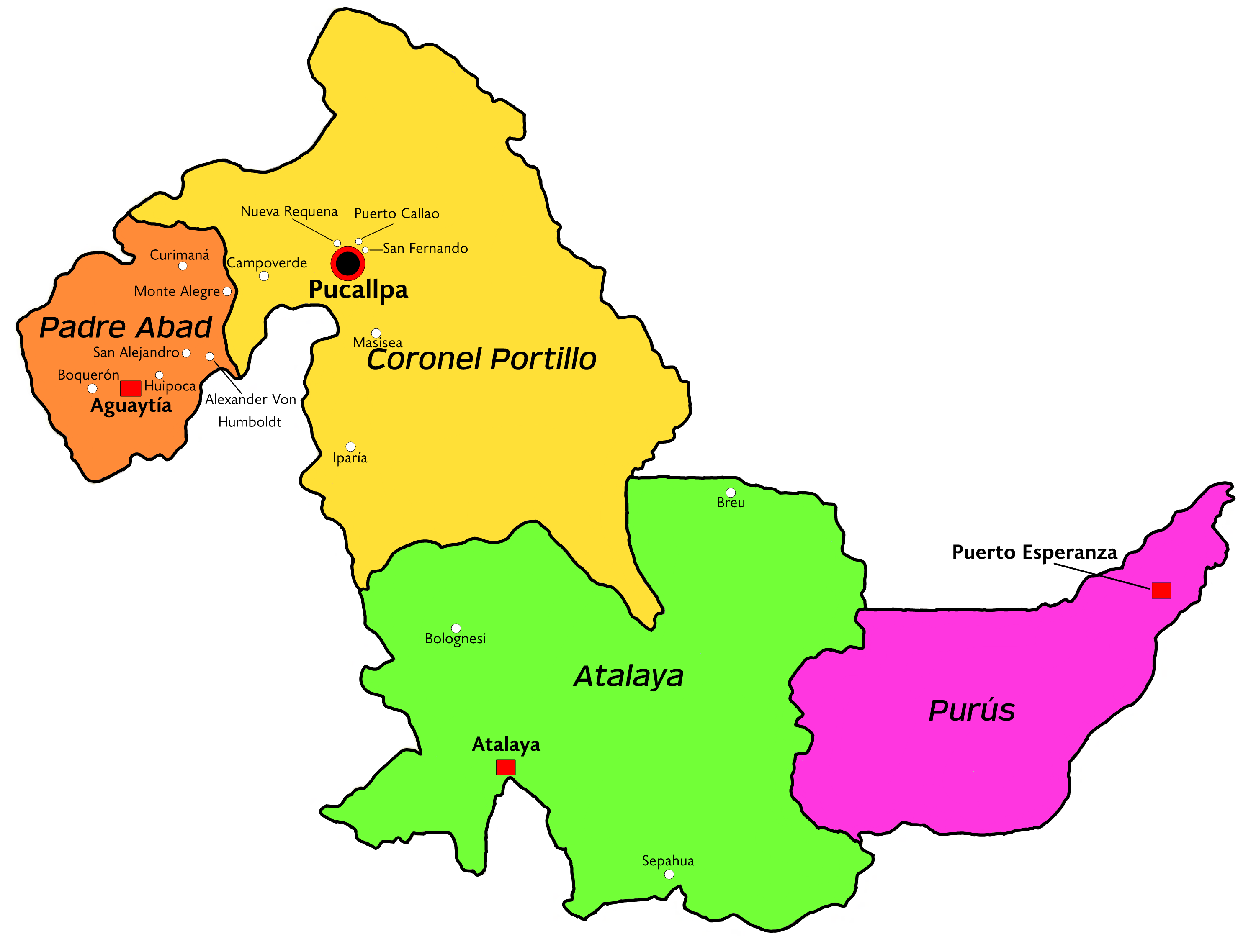
División política de Ucayali.

## Geografía

### Ubicación
Este departamento se encuentra en la Selva Central, al Oriente del país. Limita al norte con el departamento de Loreto; al sur con los departamentos de Madre de Dios, Cusco y Junín; al este con Brasil; y al oeste con los departamentos de Huánuco, Pasco y Junín.
- Ríos: Ucayali, Purús y Aguaytía.
- Lagos y lagunas: Laguna de Yarinacocha, laguna del Imiría, laguna de Cashibo Cocha.

### Clima
Principalmente el clima es el perteneciente al bosque húmedo tropical (cálido), generalmente a lo largo del año las temperaturas se mantienen alrededor de los 30 °C , sin embargo en la llanura amazónica a partir de los últimos días de agosto se comienzan a registrar temperaturas cercanas a los 38 °C y en algunas ocasiones de olas de calor pueden alcanzar los 40 °C , existe muy poca variación entre las temperaturas del día y la noche, las lluvias son abundantes pero no como en la Selva Alta.
En las cimas y flancos de la Cordillera del Sira y la Cordillera Azul, la temperatura durante el día es alta y en las noches son bajas, dando así la sensación de frío. También existe mucha nubosidad en las cumbres de estos relieves montañosos.
Existe un fenómeno llamado "Fríos de San Juan", en el cual la temperatura baja bruscamente cerca de los 10 °C durante unos 4 días. Esto debido a que masas de aire del Frente Antártico se desprenden y penetran al Continente sudamericano por la depresión del Río de la Plata, continúa por la depresión del Paraná e ingresan a Perú por Madre de Dios y continúa hacia el norte en dirección a la zona de baja presión ecuatorial.
| Ciclo lluvioso      | : febrero, marzo, abril y mayo.    |
| Ciclo semi seco     | : junio, julio y agosto.           |
| Ciclo seco          | : septiembre, octubre y noviembre. |
| Ciclo semi lluvioso | : diciembre y enero.               |

## Demografía
En esta tabla se puede observar la trayectoria de la poblaciones departamentales y locales desde 1900:
| Gráfico de la evolución de la población de Ucayali y Pucallpa entre 1900 y 2015                                                |
| |
| |
| Leyenda de Gráfica: Azul: Todo del departamento, Rojo:Capital de departamento (no se incluyen comunidades nativas hasta 1970). |
| equivalencia proporcional basada por las fuentes:                                                                              |

## Economía

### Recursos principales
- Es el cacao orgánico que viene en crecimiento con miras de exportación a EE. UU. y EUROPA. En la actualidad en toda la región tenemos más de 90 mil has de cacao y el 80% de la producción de la región esta en el distrito de irazola y curimana
- Producción agropecuaria: escasa, aunque abunda la yuca, el arroz, plátano, papayas, tabaco.
- Producción forestal: fundamentalmente a base de la madera. Hay aserraderos que utilizan la caoba, el cedro, la moena, el ishpingo y muchas más.
- Producción ganadera: fundamentalmente es el ganado Cebú.

Muchas mujeres de la etnia shipibo se dedican a la textilería manual y a la artesanía de collares y brazaletes, ellas venden sus productos por las calles de Pucallpa.

### Producción

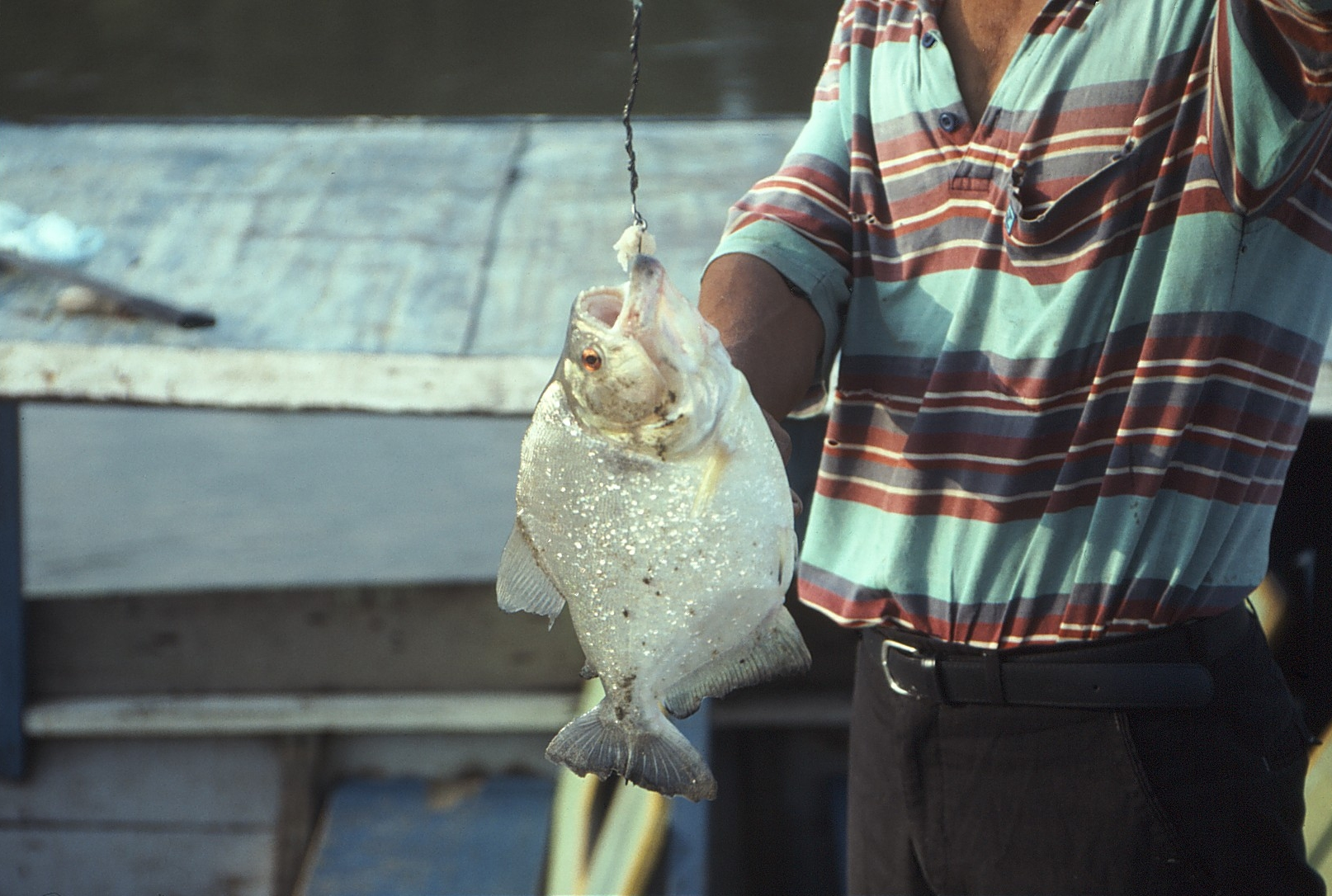
Pesca de piraña en el río Ucayali.

En este Departamento se ha implantado la crianza del paiche (Arapaima gigas), pez selvático, destinado al consumo interno y con exportaciones inicialmente comprometidas a Alemania, España y Suiza.
Su crianza se realiza en ocho jaulas flotantes PROSERV de fabricación peruana instaladas en 100 mil ha de agua de la laguna de Imiria, en la provincia de Coronel Portillo.
Ucayali cultiva palma aceitera, con un proyecto de ampliar a 10 000 ha, tiene 2 plantas de extracción de aceite crudo de palma de aceite, la más antigua es Olamsa y la nueva es de Aspash.

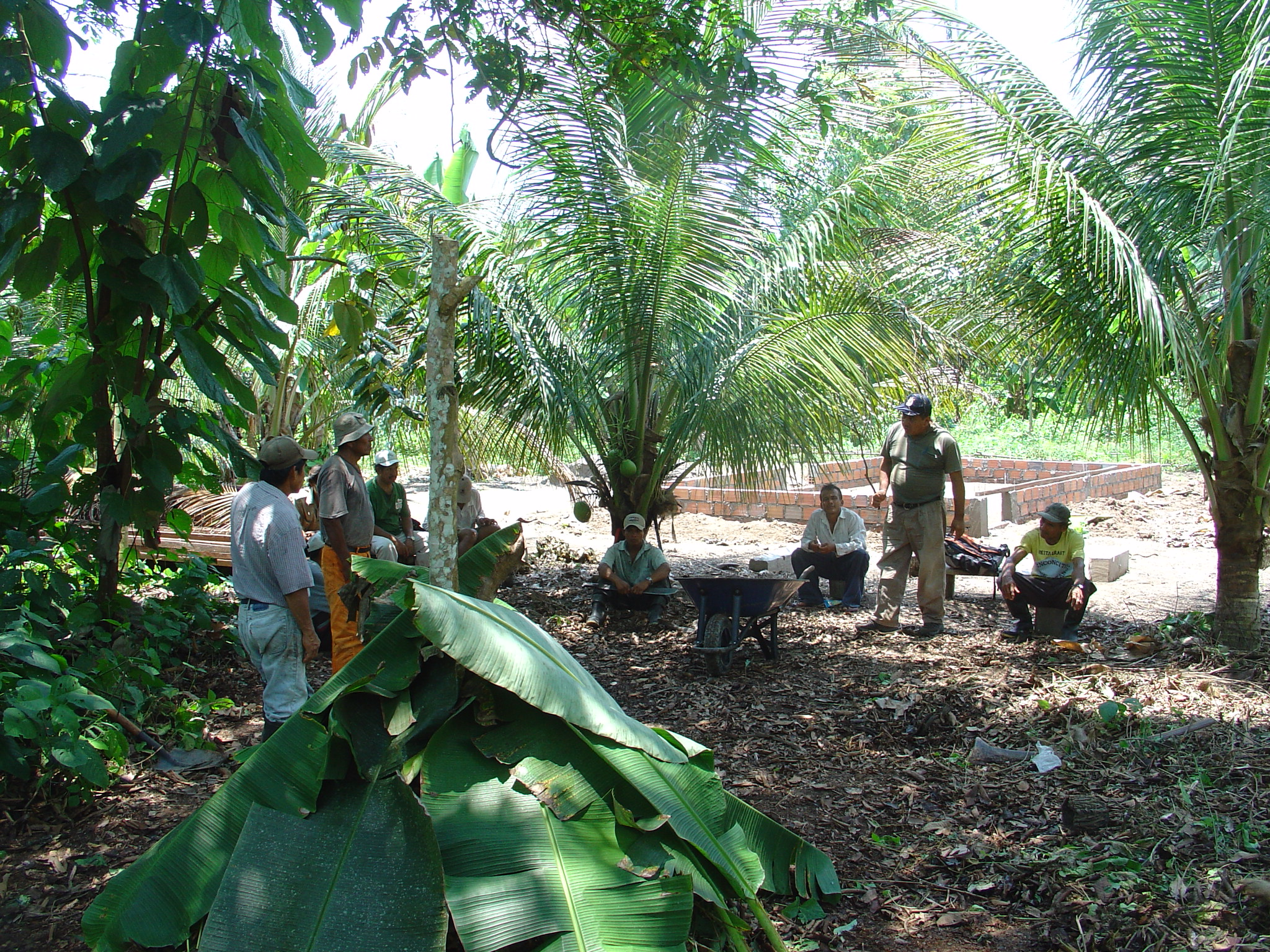
Producción de compost en el caserío de Santa Teresa, distrito de Callería.

En el mapa de productos exportables, figura la exportación de aceite de palma; se viene desarrollando un proyecto para incrementar el cultivo de palma aceitera, para producir aceite de palma, para exportarlo con fines de producción de biodiésel para Europa.
En el mes de abril de 2007 el Gobierno Regional de Ucayali aprobó desarrollar el Cultivo de Stevia Rebaudiana Bertoni, una yerba dulce cuyos orígenes son de la República de Paraguay.
De esta hierba, cuyas hojas son 20 a 30 veces más dulce que el azúcar, con cero calorías, se extrae el esteviósido y el rebaudiósido A, que es 200 a 300 veces más dulce que el azúcar.
En el mes de mayo de 2007, la Transnacional Coca Cola y Cargill Inc, acordaron utilizar los productos de la hoja de Stevia rebaudiana bertoni, como endulzantes, reemplazando a los endulzantes químicos que son perjudiciales para la Salud.
De esta manera, el cultivo de Stevia Rebaudiana Bertoni, beneficiara a los Agricultores logrando mejores ingresos y en la recuperación de suelos.
La Asociación Agropecuaria Nuevo Tiwinsa, viene cultivando y promoviendo este cultivo en coordinación con las autoridades del Ministerio de Agricultura, la gerencia de Recursos Naturales del Gobierno Regional de Ucayali, la Gerencia de la Subregión de Padre Abad.

### Evolución histórica
| Tamaño de la Economía del Departamento de Ucayali (PIB) y Riqueza promedio por cada habitante (PIB per Cápita) | Tamaño de la Economía del Departamento de Ucayali (PIB) y Riqueza promedio por cada habitante (PIB per Cápita) | Tamaño de la Economía del Departamento de Ucayali (PIB) y Riqueza promedio por cada habitante (PIB per Cápita) |
| Año | PIB (en Dólares)                                                                                               | PIB per Cápita del Departamento (en Dólares)                                                                   |
| --- | --- | --- |
| 2007 | US$ 979 millones                                                                                               | US$ 2 265 dólares                                                                                              |
| 2008 | US$ 1 166 millones                                                                                             | US$ 2 658 dólares                                                                                              |
| 2009 | US$ 1 134 millones                                                                                             | US$ 2 549 dólares                                                                                              |
| 2010 | US$ 1 298 millones                                                                                             | US$ 2 877 dólares                                                                                              |
| 2011 | US$ 1 484 millones                                                                                             | US$ 3 243 dólares                                                                                              |
| 2012 | US$ 1 774 millones                                                                                             | US$ 3 821 dólares                                                                                              |
| 2013 | US$ 1 739 millones                                                                                             | US$ 3 695 dólares                                                                                              |
| 2014 | US$ 1 765 millones                                                                                             | US$ 3 700 dólares                                                                                              |
| 2015 | US$ 1 690 millones                                                                                             | US$ 3 496 dólares                                                                                              |
| 2016 | US$ 1 683 millones                                                                                             | US$ 3 435 dólares                                                                                              |
| 2017 | US$ 1 807 millones                                                                                             | US$ 3 640 dólares                                                                                              |

## Transporte
- Vías terrestres: PE-5SA Pto Ocopa - Atalaya; PE18C Pucallpa - Brasil, SM-676, UC-591 y UC-630.
- Vías Fluviales o Hidrovías: Pucallpa y Atalaya.
- Aeropuertos: Internacional de Pucallpa y locales de Atalaya, Puerto Esperanza y Breu.

## Atractivos turísticos

### Culturales
- Museo regional de Pucallpa Distrito de Calleria, ubicado en el parque natural de 42 ha, ubicado en la carretera Federico Basadre kilómetro 4.2 fue creado en 1976. El museo cuenta con 4 salas de exhibición: Arqueología, cerámicas, esculturas y pieles.

- Shahuaya Distrito de Tahuania, ubicado en la zona del Shawaya, en la comunidad Nuevo Pasaiso a 40 km (12 horas en deslizador) de Pucallpa. Formado por muros de piedra rectangular de hasta 2 m de altura por 3 m de largo, ocupando un área de 2000 m² Fue descubierto por el Ing Oscar Bernabé Vásquez Alva el 25 de octubre de 2009

### Naturales
- Boquerón Padre Abad Distrito de Padre Abad, ubicada al sur del PN cordillera azul, es un abertura natural de 4 km de largo por donde pasa el río Yaracyacu, afluente del Aguaytia, que lleva el nombre de su descubridor el padre Francisco Alonso de Abad en el año 1757. Hoy es usado por la carretera Federico Basadre (Tingo Maria - Pucallpa) km 183. En la zona hay 30 caídas de aguas con alturas de hasta 100 m, los de mayor caudal son: el "Velo de la novia" y la "ducha del diablo". En la parte central hay un túnel de 300 m.[13]

- Cataratas de Alto Shambillo Distrito de Boquerón, ubicadas en el caserío Alto Shambillo, es una caída de agua de tres niveles, sumando una altura de 100m aproximadamente.

## Gastronomía
- Pato a la Ucayalina, estofado de pato macerado con una pasta de salsa de soya, sumo de limón, azúcar, ajo, cebolla, pimienta, comino, achiote, y ají panca. Se sirve con arroz, yuca y plátano fritos y salsa criolla.[14]
- Picadillo de Paiche, se sancocha el paiche, luego se pica en trozos y se baña en clara de huevo, para luego freír en manteca con tomate, ajos y cebolla. Se sirve con papa sancochada y arroz.[15]

•	Tacacho con cecina: Es uno de los platos clásicos de toda selva peruana. Cada región tiene su propia preparación. Se sirve como desayuno y en otros es el plato principal. Es un plato elaborado con plátano verde frito, y carne de cerdo para chicharrón; usualmente se sirve con un trozo de cecina. Los plátanos deben estar asados al carbón. Se sirve caliente y lo puedes acompañar de un refresco de camu camu o aguaje.

## Autoridades

### Regionales

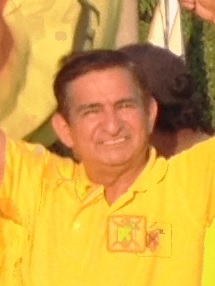
Manuel Gambini, actual Gobernador regional de Ucayali.

Como todos los otros departamentos del Perú y la Provincia Constitucional del Callao, constituye una región de facto con un Gobierno Regional propio además de un distrito electoral que elige dos congresistas.
- 2023 - 2026[16]
  - Gobernador Regional: Manuel Gambini Rupay, de Movimiento Independiente Regional Cambio Ucayalino.
  - Vicegobernador Regional: Jenny Giovana Reyna Garrido, de Movimiento Independiente Regional Cambio Ucayalino.
  - Consejeros:

  1. Coronel Portillo:
    - Jaime Obdulio García Fernández (Movimiento Independiente Regional Cambio Ucayalino.)

  2. Padre Abad:
    - Pedro Pablo Pérez Bailón (Todos Somos Ucayali)
    - Silverio Florencio Reyes Agreda (Alianza para el Progreso)

  3. Atalaya:
    - Leonardo Gabriel Mallqui Diaz (Acción Popular)
    - Yldo Ysrael De la Cruz Ariola (Todos Somos Ucayali)

  4. Purús:
    - Robert Pedro Tanchiana

### Militares
- Ejército del Perú: .
- Marina de Guerra del Perú: .
- Fuerza Aérea del Perú:

### Religiosas
De la religión católica:
- Monseñor [Martín Quijano] (obispo vicario de Pucallpa).a